# イギリス国鉄465形電車
465形（Class 465）は、1991年から1994年にかけてBREL、ABB、GECアルストム（メトロキャメル）の各社により製造されたイギリス国鉄の電車である。愛称はネットワーカー。国鉄時代の1992年に運用を開始し、1997年の民営化後はコネックス・サウス・イースタンに継承、2003年から2006年までのサウス・イースタン・トレインズを経て、現在はサウスイースタンが運用している。主にイングランド南東部のケント州の近郊路線で使用されている。

## 概要
465形は、車齢が40年近くに達する415形電車（4EPB）の置き換えを目的に製造された。編成は4両編成で、1991年から1993年の間に製造されたBREL製の465/0形とGECアルストム製の465/2形、また1993年から1994年にかけて製造されたABB製の465/1形のバリエーションが存在する。
最高速度は121km/hで、直流750Vの第三軌条方式のみに対応した設計である。制御方式はVVVFインバータ制御で、制御装置の半導体素子はGTOを使用する。主電動機は出力280kWの三相誘導電動機を搭載する。ブレーキは電磁弁式の空気ブレーキを使用し、制動時はディスクブレーキと回生・発電ブレーキを併用する。各動軸に空転検知装置が設置されている。補助電源装置は静止形インバータを採用し、直流110Vで入力した電力を交流240Vに変換して出力する。
2005年には465/2形の一部編成を対象に内装を長距離列車対応とする改装工事を行い、一等席の設置や内装の更新が実施された。改造車は465/9形に改番されている。
2007年、465/0形と465/1形の全編成を対象に制御装置の換装工事を行うことが発表された。395形と同様の日立製作所製IGBT-VVVFインバータ装置への換装が2008年より実施され、対象編成への工事は2010年までに完了している。